# 馬事公苑
馬事公苑（日语：／ Bajikōen），是位於日本東京都世田谷區上用賀的公園，由日本中央競馬會（JRA）管理，主要用於推廣馬術事務。

## 概要
為了養成參加1940年夏季奧林匹克運動會的馬術選手，而於1940年9月29日開設。此處曾經培養眾多騎手，現在則多舉行馬術比賽和活動，亦是1964年夏季奧林匹克運動會馬場馬術比賽與2020年夏季奧林匹克運動會馬術比賽（除個人三項賽越野賽）舉辦地點。

## 外部連結
- 官方网站 （日語）